# Razgrad
Razgrad (în bulgară Разград) este un oraș în comuna Razgrad, regiunea Razgrad,  Bulgaria.

## Demografie
Componența etnică a orașului Razgrad
     Turci (17,42%)
     Bulgari (72,9%)
     Nicio identificare (8,4%)
     Altele (1,83%)
La recensământul din 2011, populația orașului Razgrad era de 33.880 locuitori. Din punct de vedere etnic, majoritatea locuitorilor (72,9%) erau bulgari, cu o minoritate de turci (17,42%). Pentru 8,4% din locuitori nu este cunoscută apartenența etnică.

## Personalități născute aici
- Iva Miteva (n. 1972), avocată, politiciană;
- Dzhena Valentinova Nedelcheva-Stoeva (cunoscută ca Djena, n. 1985), cântăreață.